# マガジンハウス
株式会社マガジンハウス（MAGAZINE HOUSE, Ltd.）は、日本の出版社。旧社名は「平凡出版株式会社」（へいぼんしゅっぱん）。

## 沿革
若者向け情報誌『平凡パンチ』やグラビアを多用した女性誌の草分けとなった『an・an』をはじめ、『ポパイ』『ブルータス』『クロワッサン』など数多くの雑誌を発行している。
旧社名の「平凡出版株式会社」は、戦前に講談社の娯楽雑誌に対抗するために平凡社が刊行し休刊中だった雑誌『平凡』の名前を譲り受けたことが由来である。平凡社との資本などの関係はない。
平凡出版の発行による『平凡』は、戦後『明星』（集英社、現：『Myojo 明星』）とともに映画・音楽で活躍する芸能人の情報を掲載した月刊誌として人気があった。しかし、創業者の判断により1987年に休刊となる。
バブル景気時には流行を作り出す出版社として持て囃された。処女作を発表する以前から「小説家」を名乗ることで注目を集めた椎名桜子の売り出しにも深く関わった。しかし、バブル景気崩壊後の1990年代中盤以降はその勢いが低下するとともに、発行する雑誌の販売部数も下降している。

## 略歴
- 1945年10月 - 合資会社凡人社として設立。創業メンバーは岩堀喜之助（初代社長）、清水達夫 (第二代社長) ほか5名
- 1945年11月 - 雑誌「平凡」を創刊
- 1954年 - 「平凡出版株式会社」に組織変更
- 1955年 - 「平凡」発行部数140万部を突破
- 1959年 - 「週刊平凡」創刊。
- 1960年 - 「週刊平凡」100万部突破
- 1964年 - 「平凡パンチ」創刊。若者向けの雑誌として一世を風靡する。
- 1965年 - 「平凡パンチデラックス」（隔月刊）創刊。
- 1966年 - 「平凡パンチ」100万部突破。
- 1968年 - 「ポケットパンチOh!」（月刊）創刊。
- 1970年 - 「an・an」創刊。大型女性誌としてスタート。フランスの「エル ELLE」誌と提携した。集英社の「non-no」とともに人気雑誌となる。
- 1974年 - 「スタア」（月刊）創刊。
- 1976年 - 「ポパイ」創刊。 "Magazine for City Boys"というサブタイトルでスタート。男性週刊誌のさきがけといわれる。
- 1977年 - 「クロワッサン」創刊。ニューファミリー生活誌として創刊。
- 1980年 - 「ブルータス」創刊。「男として生きる術を心得た、あらゆる男たちのために」が合言葉であった。
- 1981年 - 「ダカーポ」創刊。「現代」が3時間でわかる情報誌としてスタートした。
- 1982年 - 「エル・ジャポン」創刊。「Olive」創刊。
- 1983年 - 会社名を「株式会社マガジンハウス」に変更。ニュージャーナリズム誌「鳩よ！」創刊。
- 1985年 - 10代向け読者参加型雑誌「ヒストリーズラン」を創刊するも、わずか2号にて廃刊。
- 1986年 - フィットネス雑誌「ターザン」を創刊。
- 1987年 - 「平凡」休刊。
- 1988年 - 書籍部門開始、首都圏の娯楽誌として「Hanako」創刊。「Hanako族」などの流行語を生み出す。「平凡パンチ」休刊。
- 1989年 - 「エルジャポン」を「クリーク」に誌名変更
- 1990年 - 趣味の雑誌として「自由時間」創刊。Hanakoの関西版「Hanako WEST」創刊。
- 1993年 - ムック（ブックとマガジンの合成語）を本格的に発刊開始。
- 1994年 - 「コミック アレ！」創刊。
- 1997年 - 「ギンザ」創刊（月刊）。
- 2000年 - マン・イン・カフェ「リラックス」がリニューアル創刊。カフェブームの火付け役となる。建築とデザインのライフデザインマガジン「カーサブルータス」（月刊）創刊。読者参加型マガジン「MUTTS」創刊。
- 2002年 - PR誌「ウフ.」（月刊）創刊。「MUTTS」休刊し、「デジタルマッツ」を開始。
- 2003年 - ロハスブームに乗って「ストーリーのあるモノと暮らしを考える雑誌」、『クウネル』（隔月刊）創刊。
- 2004年 - コンサバティブな女性向けの雑誌「BOAO」創刊。
- 2005年 - 夫婦で楽しむ生活をキーワードに「kakapo」創刊。
- 2006年8月 - リラックス休刊。
- 2007年 - 「クロワッサンPremium」創刊（10月）。「ダカーポ」休刊（12月）。
- 2008年11月 - 「BOAO」休刊。

## 雑誌

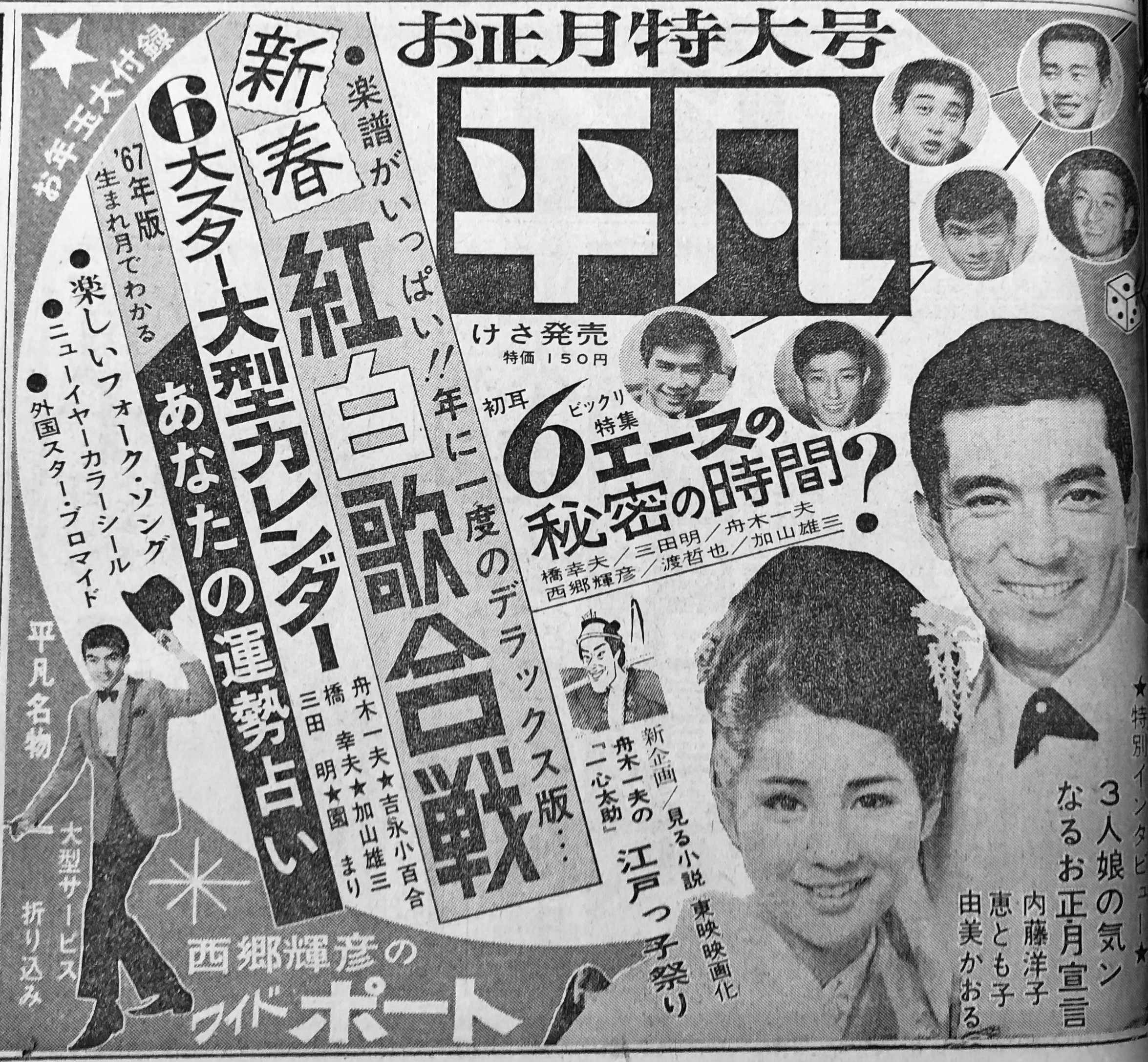
『平凡』1967年新春特大号の新聞広告

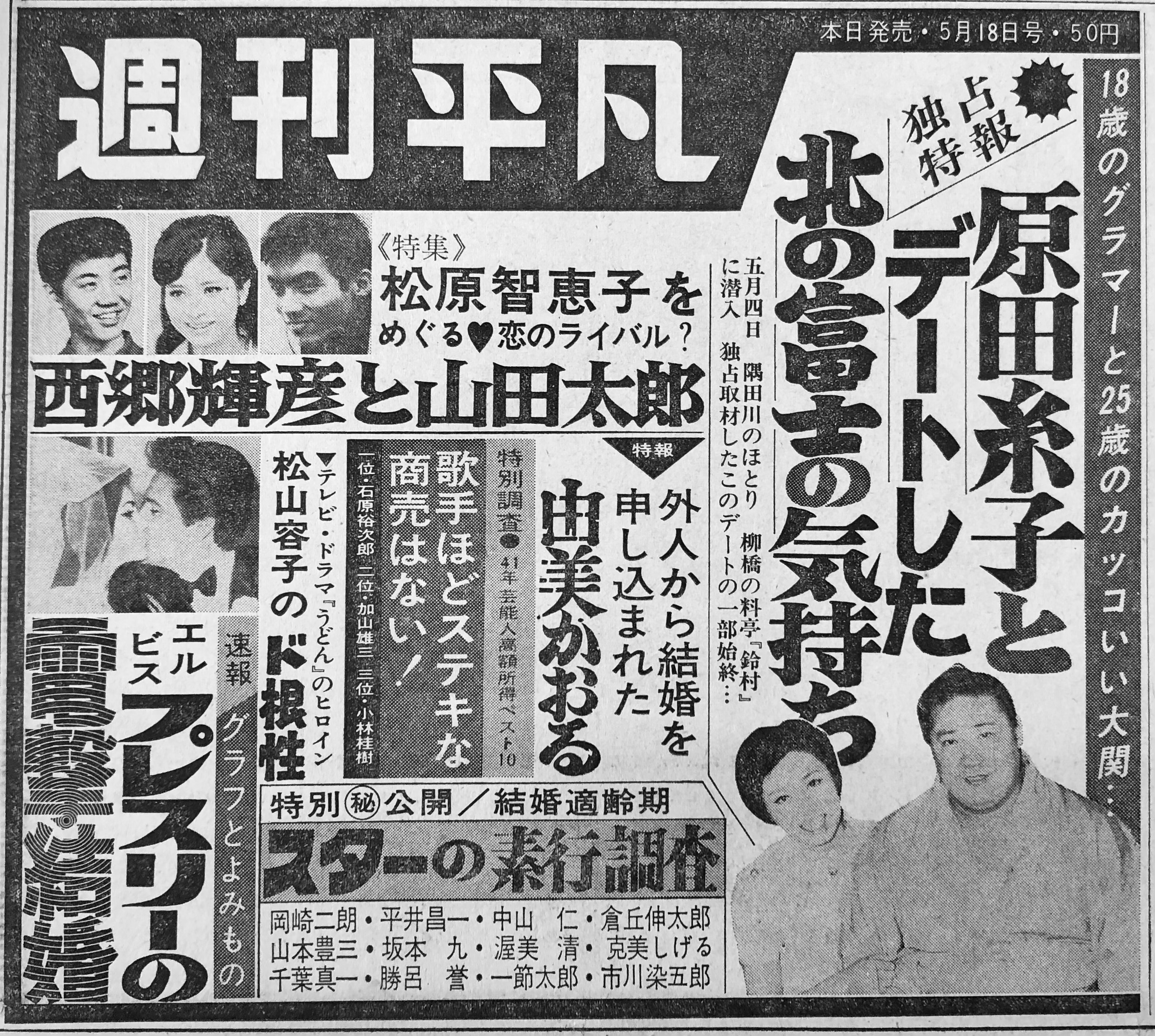
『週刊平凡』1967年5月18日号の新聞広告

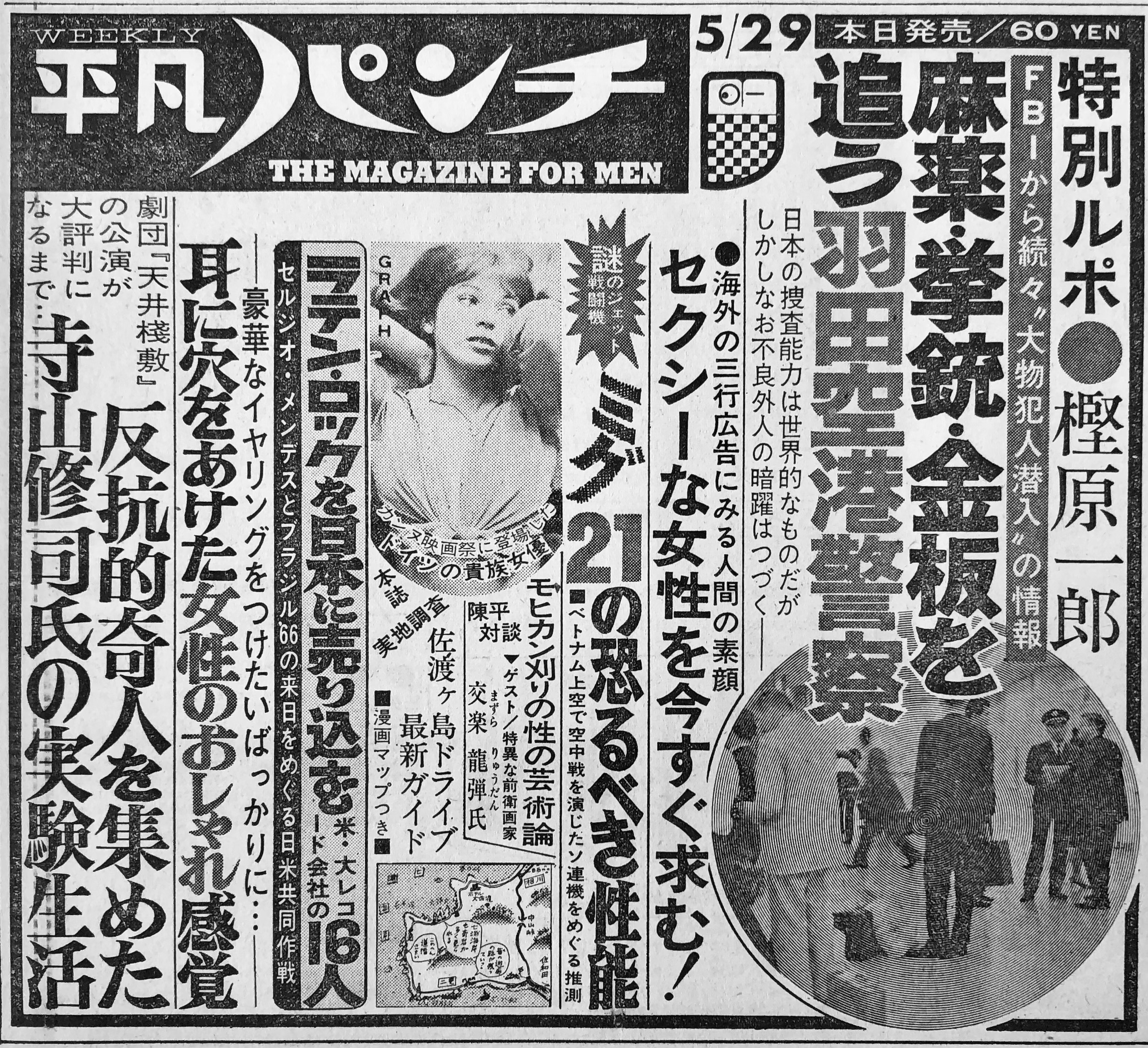
『平凡パンチ』1967年5月29日号の新聞広告

### 女性誌
- GINZA（ギンザ）
- &Premium（アンド プレミアム）
  - 創刊当初は「クロワッサンPremium」。
- ku:nel（クウネル）
- an・an（アンアン）
  - 創刊当初は「an・an ELLE JAPON」。
- Hanako（ハナコ）
- クロワッサン
  - 創刊当初は「an・an famille クロワッサン」。

### 男性誌
- Casa BRUTUS（カーサ ブルータス）
- POPEYE（ポパイ）
- Tarzan（ターザン）
- BRUTUS（ブルータス）

その他不定期刊のムック本が多数発売されている。

### かつて発行していた雑誌
- 平凡
1945年10月創刊。当初は文芸主体の大衆総合誌であったが、当時人気のあった雑誌『ロマンス』（ロマンス社）の影響で1948年2月号より芸能主体となる。1955年には140万部を達成。1952年創刊の『明星』（集英社）と共に芸能娯楽雑誌として高い部数を誇ったが、1987年12月号で終刊となった[1]。
- 週刊平凡（総合週刊誌）
- 平凡パンチ（若者向け週刊誌）
- Olive（オリーブ）
1982年創刊。月2回発行。当初は雑誌『POPEYE（ポパイ）』のガールフレンド誌として"Magazine for City Girls"のキャッチフレーズを掲げていたが、編集長が交代した1983年9月3日号より"Magazine for Romantic Girls"と改め、独自路線を歩むようになった[2]。2003年に休刊したが、その後もムックとして発行されることがある[3][4]。
- 鳩よ!
- コミック アレ!
- ピンク
- ELLE JAPON
  - 現在はハースト婦人画報社より発売中。
- クリーク
- 自由時間
- リラックス
- ダカーポ
- BOAO
- Hanakoウエスト
- ウフ
- ヒストリーズラン
- jane（ジェーン）（ターザンの女性版）
- Lips（リップス）[5]

## ベストセラーとなった書籍
- 『スピリチュアル プチ お祓いブック』（江原啓之）
- 『図書館の神様』（瀬尾まいこ）
- 『ダイエットSHINGO』（香取慎吾）
- 『ベラベラブック-2』（香取慎吾・Sma STATION-2）なお、1巻目はぴあから発行。
- 『チョンマルブック』（チョナン・カン（草彅剛））
- 『世界がもし100人の村だったら』（池田香代子）
- 『漫画　君たちはどう生きるか』（吉野源三郎 原作　羽賀翔一 漫画）

## 出身者
- 吉田弘（anan元編集長）
- 及川政治（Tarzan元編集長）現在は有限会社ジョリーロジャース代表取締役編集者
- 石川次郎（編集者）
- 小黒一三（編集者　BRUTUS、クロワッサン、ガリバー担当）現在はソトコト編集長、発行元の木楽舎社長
- ダグラス・クープランド（日米経営科学研究所プログラムに参加し、インターンとしてホノルルと東京でトレーニングを行い、東京ではマガジンハウスで勤務した）
- 淀川美代子